# Chapter (Navajo Nation)

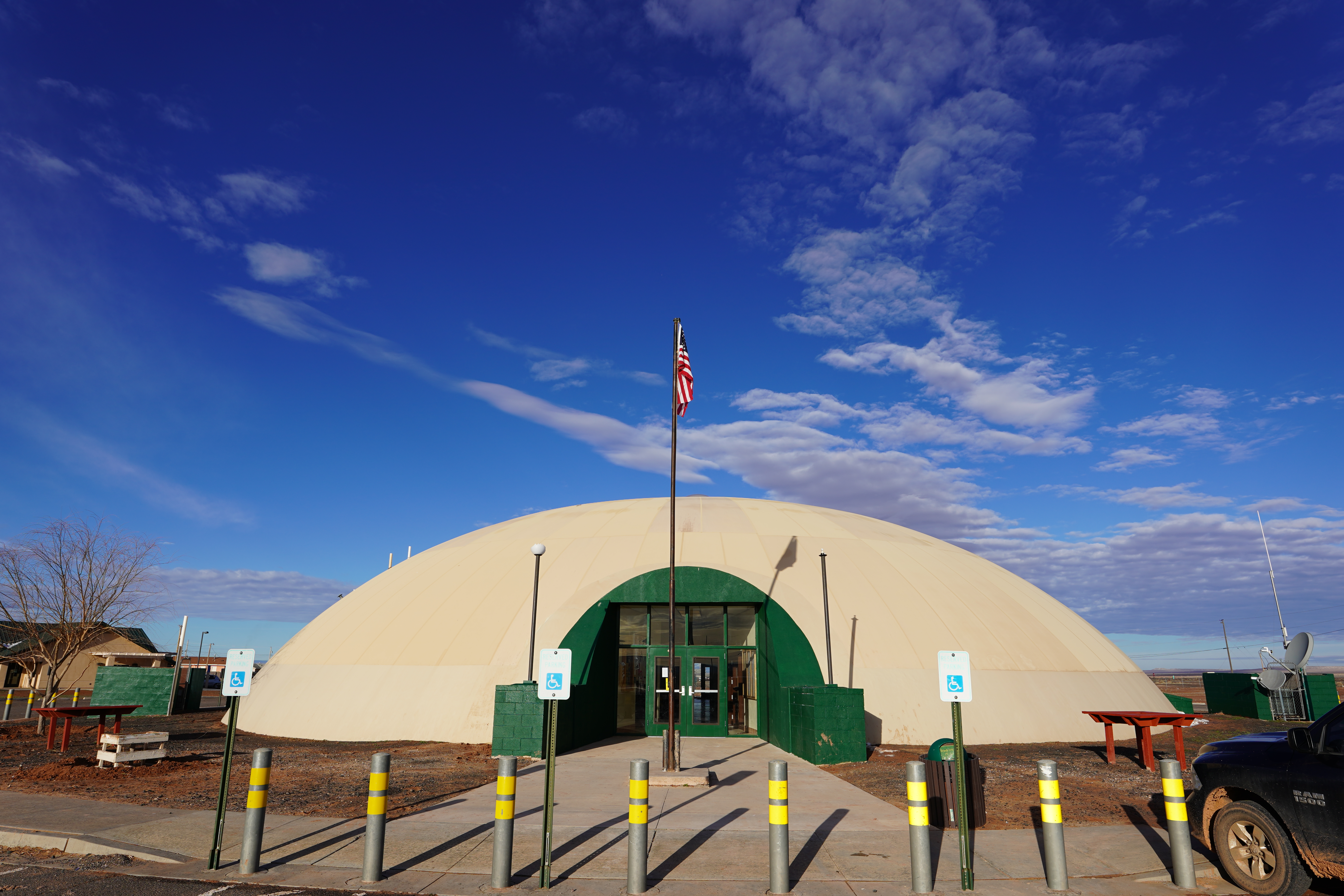
Tsidii To’ii (Birdsprings) Chapter House

Ein Chapter ist seit 1998 die kleinste lokale Selbstverwaltungseinheit in der Navajo Nation Reservation im Südwesten der USA.

## Geschichte
Der Indianeragent John G. Hunter gilt als der der Begründer der Idee der Chapter. 1927 initiierte er die Gründung der ersten Chapter durch die Navajo. Als eine Art landwirtschaftliche Genossenschaft sollten sie der Vermittlung von neuen Methoden des Ackerbaus und der Viehzucht durch die Bundesbehörden dienen. Die Organisation blieb den Navajo selbst überlassen. 1934 gab es mehr als 60 solcher Chapter.
Die Maßnahmen der Bundesregierung zur Reduktion des Viehbestandes der Navajo aufgrund der Überweidung in den 1930er-Jahren führten dann zu großem Widerstand und Enttäuschung bei den Navajo. Erst in den 1950er-Jahren erlebte die Idee eine gewisse Wiederbelebung. Durch eine Resolution des Stammesrates vom Juni 1955 wurden die Chapter als lokale Basisorganisationen des Stammes betrachtet und 86 anerkannte Chapter erhielten eine finanzielle Unterstützung durch die Stammesregierung. Die Chapter-Versammlungen knüpften an die traditionellen informellen Versammlungen der lokalen Stammesgruppen an. In den Chapter-Häusern wurden nicht nur die lokalen Angelegenheiten diskutiert, sondern es fanden dort auch Treffen mit den Delegierten des Stammesrates statt, die ihre Vorstellungen zu Stammesangelegenheiten vorstellten.
Der Navajo Nation Local Governance Act (LGA) von 1998 etablierte die Chapter als kleinste lokale Selbstverwaltungseinheit der Navajo Nation Reservation und regelt die Rechtsverhältnisse der Chapter. Grundsätzlich wird die Verwaltung lokaler Angelegenheiten in die Hände der Chapter gelegt, wobei diese neben den Gesetzen der Navajo Nation auch Brauchtum und Tradition des Volkes beachten müssen.

## Heutige Situation
Stand 2020 gibt es 110 Chapter, wobei nur 45 zertifiziert sind und damit die Befugnisse gemäß LGA haben. Die Zertifizierung durch eine Regierungsbehörde der Navajo Nation soll Mindeststandards der lokalen Verwaltung sicherstellen. Da dies seit 1998 nur für weniger als die Hälfte der Chapter erreicht wurde und mangels Interesse der Jugend das Quorum für Chapter-Versammlungen oft nicht erreicht wird, gibt es Überlegungen die Chapter durch etwa 24 regionale Selbstverwaltungseinheiten zu ersetzen oder zu ergänzen. Der Navajo Council beschloss im August 2016 eine Vorlage zur Regionalisierung. Eine Volksabstimmung über den Vorschlag des Navajo Council zur Regionalisierung wurde durch ein Veto des Präsidenten der Navajo Nation blockiert.
Von den 110 Chapter liegen 57 im Bundesstaat Arizona, 50 in New Mexico und drei in Utah.
| Navajo Agency        | Anzahl Chapter | davon „certified“ |
| -------------------- | -------------- | ----------------- |
| Tuba City / Western  | 18             | 11                |
| Chinle               | 15             | 4                 |
| Fort Defiance        | 26             | 12                |
| Shiprock (Northern)  | 20             | 12                |
| Crownpoint / Eastern | 31             | 6                 |
| Navajo Nation        | 110            | 45                |

Gemäß United States Census 2010 hatte das Chapter Tuba City mit 9265 die meisten Einwohner und White Rock mit 76 die wenigsten; der Durchschnitt lag bei 1579. Die sechs Chapter mit mehr als 5000 Einwohnern hatten etwa 25 % der gesamten Einwohner der Navajo Nation Reservation.